# Teemu Wirkkala

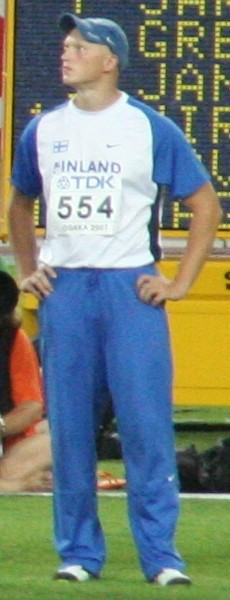
Teemu Wirkkala i Osaka 2007.

Teemu Sakari Wirkkala, född den 14 januari 1984 i Karleby, är en finländsk friidrottare som tävlar i spjutkastning.
Wirkkala vann Ungdoms-VM 2001 då han kastade det mindre 700-grams-spjutet 76,18. Samma år kastade han 81,85 vilket var ungdomsvärldsrekord fram till 2009. Hans genombrott kom när han med ett kast på 79,90 blev europamästare för juniorer 2003. Han vann sitt första finska seniormästerskap 2009.
Han deltog vid VM i Osaka 2007 där han slutade på en 12:e plats. Han var i final vid Olympiska sommarspelen 2008 och slutade då femma. 

## Personligt rekord
- Spjutkastning:  87,23 meter Joensuu 3 juni 2009